# Nyhamnen
Nyhamnen är ett utbyggnadsområde i centrala Malmö. Nyhamnen beräknas, när fullt utbyggd, rymma omkring 6 000 nya bostäder och
13 000 arbetsplatser och 100 000 kvadratmeter park.
Området ligger norr om Malmö stadskärna, norr om järnvägen och intill vattnet.  
Byggstart beräknas kunna ske mot slutet av 2017.